# Veilinghuis Bernaerts

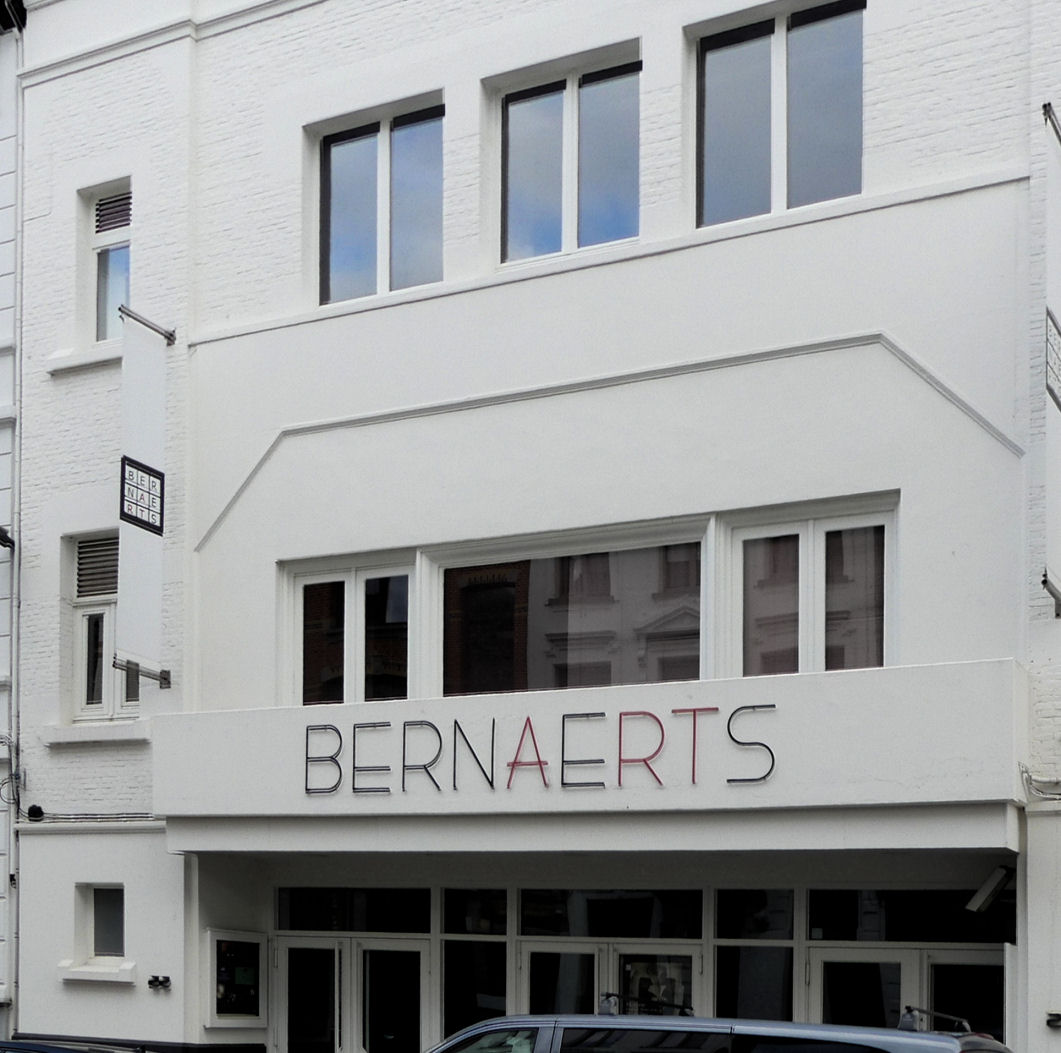
Gevel

Veilinghuis Bernaerts, is een Vlaams veilinghuis in België, gespecialiseerd in kunst en antiekveilingen. Het huis is gevestigd op het Zuid in Antwerpen, is uitgegroeid tot een expert op de Belgische kunstmarkt met de nadruk op werk op papier (boeken, tekeningen, grafiek), strips, design, oude meesters en moderne kunst. 

## Geschiedenis
Zaakvoerder Mon Bernaerts begon in 1974 een antiekzaak in Lier, die in 1980 zou uitgroeien tot een veilingzaal in Mechelen. In 1994 zette hij de stap naar Antwerpen te verhuizen, meer bepaald de Huidevettersstraat om de zaal uiteindelijk definitief in de Verlatstraat te vestigen, in het pand van de voormalige cinema Tokio, waar ook zonen Peter en Christophe aan het roer zouden staan. Sinds 2012 werd de bouw doorgetrokken tot de parallelle Museumstraat. In de veilingzaal worden ook concerten en perfomances gegeven. 
Zowel kleine voorwerpen als porselein, bronzen beelden, zilverwerk etc. als werken van bijvoorbeeld Peter Paul Rubens en Jacob Jordaens komen aan bod in het veilinghuis. In 2003 verkocht Bernaerts bij de veiling van de kunstcollectie van de failliete Belgische luchtvaartmaatschappij Sabena het schilderij L'Oiseau du Ciel van René Magritte voor 3.815.000 €, dat hiermee het duurste schilderij werd dat ooit door een Belgisch veilinghuis werd aangeboden. De in 2016 ontdekte tekening van Peter Paul Rubens, verkocht voor 670.000 euro, werd uitgeroepen tot Topstuk door de Vlaamse overheid. 
Veilingmeester Peter Bernaerts verscheen als expert in het VIJFtv-programma Schatten op Zolder uit 2008 waarbij mensen hun verborgen schatten door hem lieten taxeren, eventueel met de hulp van andere experts. Ook in het Canvas-programma Het hoogste bod uit 2021 komen het veilingshuis en de veilingmeester aan bod.
Gedurende het jaar worden zeven veilingsessies georganiseerd. Naast de traditionele veilingen, waarbij de stukken worden opgeroepen door de veilingmeester, bestaan er sinds 2013 ook internetveilingen waarbij geïnteresseerden een bod kunnen laten op de website. In de veilingzaal worden ook concerten en perfomances gegeven.

## Galerij

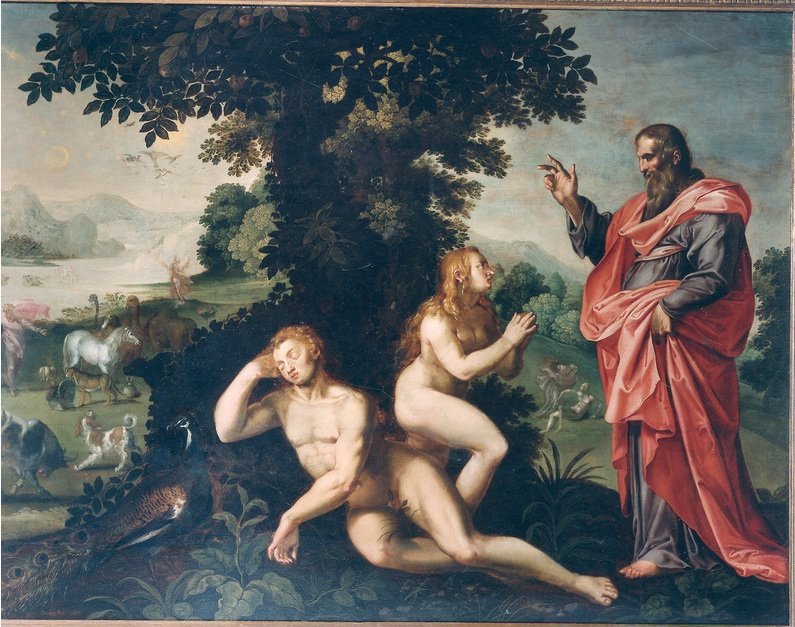
Rafaël Coxie, de creatie van Eva, geveild in 1996